# Focke-Achgelis Fa 269
Focke-Achgelis Fa 269 – niezrealizowany projekt niemieckiego zmiennowirnikowca charakteryzującego się właściwościami pionowego startu i lądowania konstrukcji Heinricha Focke.

## Historia
Prace nad maszyną skupiającej w sobie cechy nowatorskich w owym okresie śmigłowców, czyli pionowy start i lądowanie oraz klasycznych samolotów z ich prędkością i zasięgiem rozpoczęły się w firmie Focke-Achgelis w 1941 roku. Nowy samolot miał pełnić rolę myśliwca obrony lokalnej a dzięki pionowemu startowi i lądowaniu nie musiał korzystać z rozbudowanych baz lotniczych i pasów startowych, narażonych na bombardowania aliantów. Wytwórnia Focke-Achgelis była jedyną firmą w Niemczech posiadającą doświadczenie w budowaniu konstrukcji startujących i lądujących pionowo. W 1943 roku zakończono prace projektowe i przystąpiono do budowy prototypu. Pełnoskalowy, drewniany model samolotu posłużył do badań przyjętego układu konstrukcyjnego w tunelu aerodynamicznym. Niestety dla projektu pogarszająca się sytuacja na frontach II wojny światowej i rosnące straty Luftwaffe w ludziach i sprzęcie dały pierwszeństwo przede wszystkim klasycznym i sprawdzonym samolotom myśliwskim. Tym samym w 1944 roku cały projekt został zakończony. Dokumentacja techniczna samolotu jak i nieukończony prototyp zostały zniszczone podczas alianckiego bombardowania.

## Konstrukcja

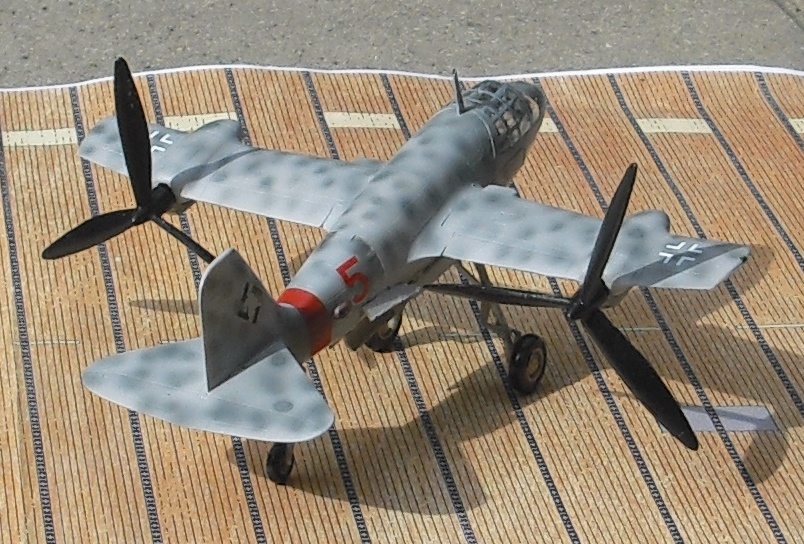
Fa 269 – widok od tyłu

Fa 269 miał być jednomiejscowym, wolnonośnym średniopłatem o mieszanej konstrukcji. Usterzenie klasyczne wolnonośne. Gwiazdowy silnik BMW 801 umieszczony miał być centralnie w kadłubie za kabiną pilota. Nad silnikiem zainstalowano chłodnice. Za pomocą układu przekładni i wałów silnik napędzać miał dwa trójłopatowe, pchające śmigłowirniki. Umieszczono je w niewielkich gondolach znajdujących się na skrzydłach w około 2/3 rozpiętości licząc od kadłuba. Śmigłowirniki miały mieć możliwość obracania się o 85° generując podczas startu i lądowania ciąg skierowany pionowo w dół, a w przypadku lotu klasycznego obracane były do pozycji poziomej pełniąc rolę klasycznych śmigieł pchających. Skrzydła o prostokątnym obrysie i niewielkim skosie. Tuż przy kadłubie na krawędzi natarcia znajdowały się wloty powietrza do silnika. Kabina pilota umieszczona w dziobie samolotu z bogatym oszkleniem. Podwozie chowane, trójpodporowe z tylnym podparciem. Aby zapewnić odpowiednio dużo miejsca dla pracujących śmigłowirników, odwróconych pionowo do dołu, wszystkie koła umieszczono na długich goleniach. Z przodu samolotu, pod kabiną pilota, znajdować się miały dwa działka kalibru 30 mm MK 108.